# چارلزتاون (مریلند)
چارلزتاون (به انگلیسی: Charlestown) شهری در ایالت مریلند کشور ایالات متحده آمریکا است که جمعیت آن در سرشماری سال ۲۰۱۰ میلادی، ۱٬۱۸۳ نفر بوده‌است.